# The Juggernaut

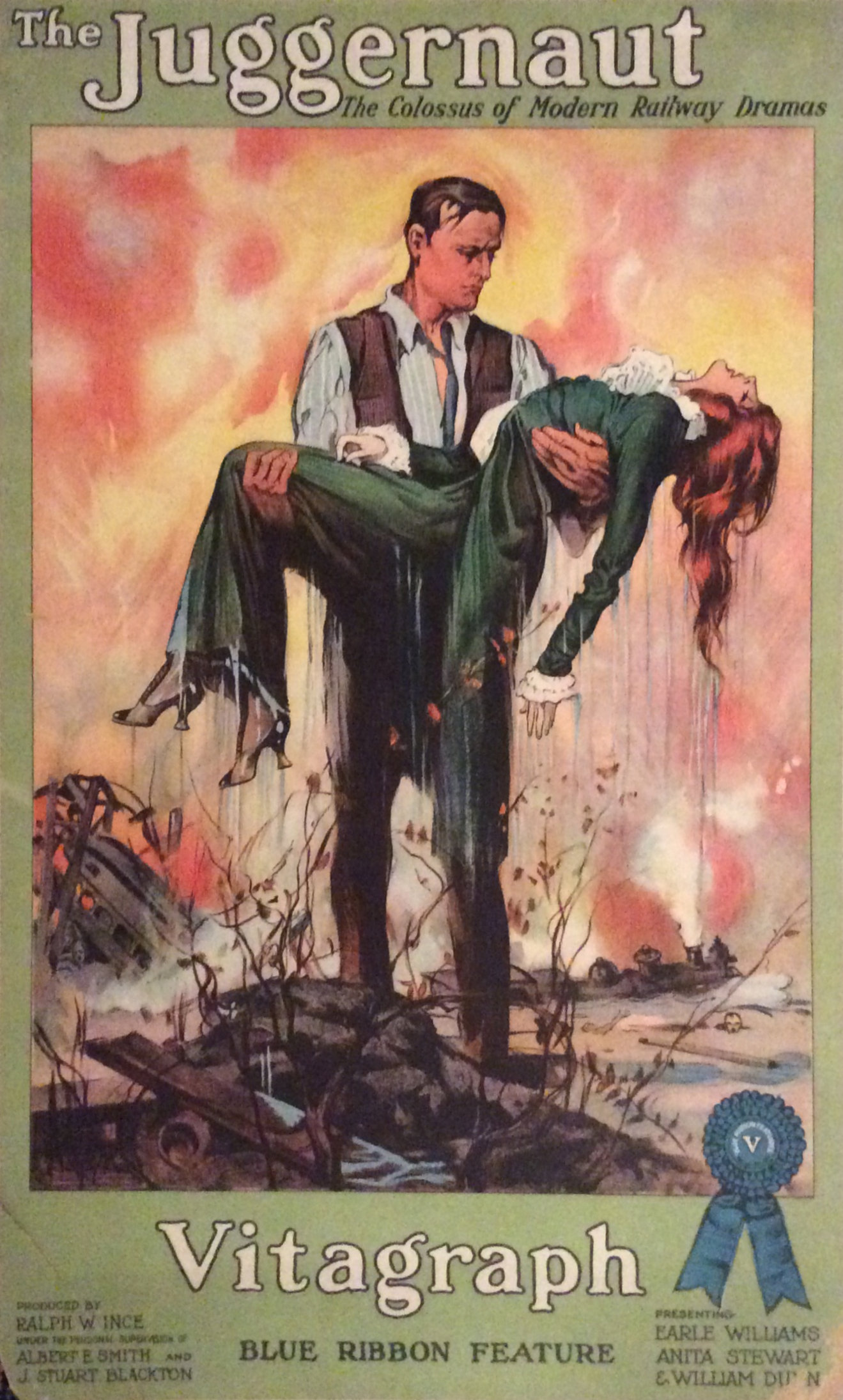

The Juggernaut è un film muto del 1915 scritto e diretto da Ralph W. Ince: fu il maggior successo commerciale del regista della Vitagraph. Protagonista femminile del film fu Anita Stewart, qui in un doppio ruolo, quello di una madre e poi in quello della figlia.

## Trama
All'università, due studenti, Phil Hardin e John Ballard, diventano amici. Il primo, un ragazzo dissipato, è figlio di un magnate delle ferrovie; il secondo ha avuto i genitori morti in un incidente ferroviario. Quest'ultimo salva l'amico durante una rissa, colpendo l'aggressore di Phil con una sedia. Questi, tale Red Curley, cade a terra e i due amici, convinti che sia morto, giurano di mantenere il segreto.
Qualche tempo dopo, Phil si sposa con Viola Ruskin. La ragazza, in realtà, è innamorata di John, ma la madre la costringe a sposare Phil perché è ricco. John, che è diventato procuratore distrettuale, cerca di convincere l'amico, ora presidente della linea ferroviaria, a curare la manutenzione della linea che, vecchia e deteriorata, ha provocato numerosi incidenti. Phil, spinto anche dalle manipolazioni del sindacato che controlla la ferrovia, minaccia allora John di denunciarlo come l'assassino di Red Curley. Quando Louise, la figlia di Phil, scopre che John non ha causato la morte di Curley, si innamora - ricambiata - di lui. Un giorno, la ragazza viene incaricata dal padre di fare una commissione. Prende così il treno che però Phil cerca di bloccare, perché il convoglio deve passare sopra un ponte che lui sa essere pericoloso. L'uomo, che assiste impotente al crollo del ponte e al treno che cade nel fiume, viene stroncato da un infarto. John, accorso sul luogo dell'incidente, compone il corpo di Phil accanto a quella della figlia, rimasta ferita mortalmente nella caduta.

## Produzione
Il film fu prodotto dalla Vitagraph Company of America. La scena del disastro ferroviario - che venne a costare 25.000 dollari. - fu girata a South River, nel New Jersey.

## Distribuzione
Il copyright del film, richiesto dalla The Vitagraph Co. of America, fu registrato il 29 aprile 1915 con il numero LP4888.
Distribuito dalla V-L-S-E, il film uscì nelle sale cinematografiche statunitensi il 19 aprile 1915 dopo essere stato presentato in prima al Vitagraph Theatre di New York il 7 marzo. La Vitagraph Company of America ne fece una riedizione distribuita sul mercato statunitense il 1º febbraio 1920.
La pellicola completa è considerata presumibilmente perduta. Ne esistono delle copie incomplete nell'Yale Film Archiv e in collezioni private sia in 16 che in 8 mm. Il film è stato ricostruito nel 2012 e, masterizzato, è stato distribuito in DVD in una versione di 30 minuti. Nel 2017, è stato nuovamente ricostruito, giungendo a una durata di 62 minuti.